# Václav Novotný (politik KSČ)
Václav Novotný (29. září 1924 - ???) byl český a československý politik Komunistické strany Československa, poslanec České národní rady a Sněmovny národů Federálního shromáždění za normalizace.

## Biografie
K roku 1969 se uvádí bytem Příbram, původní profesí dělník. Absolvoval základní školu, pracoval jako horník v n. p. Uranové doly, Příbram. Byl členem Oborové komise ROH pro uranový průmysl.
Po provedení federalizace Československa usedl v lednu 1969 do Sněmovny národů Federálního shromáždění. Do federálního parlamentu ho nominovala Česká národní rada, kde rovněž zasedal. Setrval zde do konce funkčního období, tedy do voleb roku 1971.